# Arlan
Arlan (turkmensky Uly Balkan Gerşi) je 1880  metrů vysoká hora v západních pláních Turkmenistánu v Balkánském velajatu. Vrchol Arlanu se nachází téměř 2000 metrů nad hladinou Kaspického moře. Je to nejvyšší bod pohoří Velký Balkán. Město Balkánabat, hlavní město Balkánského velajatu, leží 25 km na jihozápadně.